# 卡尔·马尔姆斯特伦
卡尔·马尔姆斯特伦（瑞典語：Karl Malmström，1875年12月27日—1938年9月6日），瑞典男子跳水运动员。他曾代表瑞典参加1908年夏季奥林匹克运动会跳水比赛，获得男子10米跳台银牌。